# Светозар Кокаланов
Светозар Георгиев Кокаланов е български актьор, който се занимава предимно с озвучаване на филми и сериали. Известен е най-вече с работата си по „Спасители на плажа“, „Ренегат“, „Никита“, „Уил и Грейс“, „Рокфелер плаза 30“ и „Клюкарката“.

## Биография
Роден на 12 юли 1964 година в семейството на Райна и Георги Кокаланови, а негов брат е Георги „Жоро“ Кокаланов, който е барабанист и един от основателите на група Сигнал.

## Кариера
Кокаланов дебютира в киното на 16 години с главна роля във филма „Дишай, човече!“. Завършва актьорско майсторство във ВИТИЗ „Кръстьо Сарафов“.
През 1988 г. играе „интелектуалеца“, който критикува актьорските способности на Димо (Чочо Попйорданов) в „А сега накъде?“ на Рангел Вълчанов.

### Кариера на озвучаващ актьор
Кокаланов се занимава с озвучаване на филми и сериали от 1988 г. Първата му работа е върху исторически игрален филм.
Други сериали с негово участие са „Убийство по сценарий“, „Спасители на плажа“ (БНТ), „4400“, „Щети“, „До живот“, „Добрата съпруга“, „Моя сладка Валентина“ и „Клонинг“ (дублаж за Диема Фемили), както и анимационни поредици като „Спайдър-Мен и невероятните му приятели“, „Спайдър-Мен: Анимационният сериал“, „Спайдър-Мен до краен предел“, „Ед, Едд и Едди“ и „Костенурките нинджа“ (в седми сезон).
| Актьор               | Заглавия | Роли                                                                                     |
| -------------------- | --- | ---------------------------------------------------------------------------------------- |
| Адам Сандлър         | Щастливият Гилмор (дублаж на Арс Диджитал Студио) Непробиваем (дублаж на Арс Диджитал Студио) Момче за всичко Баща мечта (дублаж на Арс Диджитал Студио) Мистър Дийдс (дублаж на Диема Вижън)                    | Хепи Гилмор Арчи Моузес Робърт „Боби“ Буше младши Сони Коуфакс Лонгфелоу Дийкдс          |
| Ал Пачино            | Бандата на Оушън 3 Имало едно време в Холивуд | Уили Банк Марвин Шуорц                                                                   |
| Алфред Молина        | Белия зъб 2: Митът за белия вълк Шифърът на Леонардо Отвлечен | Преподобният Лиланд Дръри Епископ Мануел Арингароса Франк Бъртън                         |
| Антъни Майкъл Хол    | Убийство по сценарий Мъртвата зона (дублаж на Арс Диджитал Студио) | Лес Франклин Джони Смит                                                                  |
| Бари Уотсън          | Бандата на Оушън Клюкарката | Себе си Стивън Спенс                                                                     |
| Бен Милър            | Плънкет и Маклийн Джони Инглиш | Диксън Ангъс Баф                                                                         |
| Бен Стилър           | Зулендър Мансардата Зулендър 2 Златен глобус 2021 | Дерек Зулендър Алекс Роуз Дерек Зулендър Себе си                                         |
| Били Боб Торнтън     | Контролна кула Аламо | Ръсел Бел Дейви Крокет                                                                   |
| Брус Кембъл          | Спайдър-Мен 3 (дублаж на Диема Вижън) Злите мъртви (филм, 2013) | Управител Аш Уилямс                                                                      |
| Брус Уилис           | Ангелите на Чарли: Газ до дупка (дублажи на Арс Диджитал Студио и Диема Вижън) Бандата на Оушън 2 | Уилям Роуз Бейли Себе си                                                                 |
| Вин Дизел            | Спасяването на редник Райън Умиротворителят (дублаж на Диема Вижън) Бързи и яростни 6 (дублаж на Диема Вижън) Бързи и яростни 9                                                                                  | Редник Ейдриън Капарзо Лейтенант Шейн Улф Доминик Торето                                 |
| Винг Реймс           | Обявявам ви за законни Чък и Лари (дублаж на Диема Вижън) Мисията невъзможна: Режим Фантом | Фред Дънкан Лутър Стикъл                                                                 |
| Гил Хил              | Ченгето от Бевърли Хилс (дублаж на Диема Вижън) Ченгето от Бевърли Хилс II (дублаж на Диема Вижън) | Инспектор Дъглас Тод                                                                     |
| Дани Трехо           | Мачете Мачете убива | Исадор Кортес/Мачете                                                                     |
| Дейвид Хаселхоф      | Спасители на плажа (дублаж на БНТ) Спасители на плажа (филм) | Мич Бюканън Мич                                                                          |
| Деймиън Люис         | До живот (дублаж на Арс Диджитал Студио) Имало едно време в Холивуд | Чарли Крус Стийв Маккуин                                                                 |
| Денис Хейсбърт       | Професионална бейзболна лига Професионална бейзболна лига 2 Професионална бейзболна лига 3 Жега | Педро Серано Доналд Брийдан                                                              |
| Дефорест Кели        | Стар Трек: Филмът Стар Трек II: Гневът на Хан Стар Трек III: В търсене на Спок Стар Трек IV: Пътуване към вкъщи Стар Трек V: Последната граница Стар Трек VI: Неоткритата страна                                 | Д-р Ленард Маккой                                                                        |
| Джак Скалия          | Текила и Бонети (САЩ) Текила и Бонети (Италия, дублаж на Диема Вижън) Нощен полет | Ник Бонети Чарлс Кийф                                                                    |
| Джеймс Дуън          | Стар Трек: Филмът Стар Трек II: Гневът на Хан Стар Трек III: В търсене на Спок Стар Трек IV: Пътуване към вкъщи Стар Трек V: Последната граница Стар Трек VI: Неоткритата страна                                 | Монтгомъри "Скоти" Скот                                                                  |
| Джеймс Ремар         | Забранено за момчета Джанго без окови | Алекс Бъч Пууч                                                                           |
| Джейсън Стейтъм      | Гаднярът (дублаж на Диема Вижън) Елитни убийци | Монаха Дани Брайс                                                                        |
| Джеф Бриджис         | Огледало с две лица (дублаж на Диема Вижън) Непреклонните | Грегъри Ларкин Шериф Рубен „Петела“ Когбърн                                              |
| Джерард Бътлър       | Господари на вълните Проповедникът с картечница | Фрости Хесън Сам Чайлдърс                                                                |
| Джефри Райт          | Шафт Казино Роял Спектър на утехата Игрите на глада: Възпламеняване Игрите на глада: Сойка-присмехулка – част 1 Игрите на глада: Сойка-присмехулка – част 2                                                      | Пийпълс Ернандес Феликс Лайтър Бийти                                                     |
| Джийн Хекман         | Аматьорите Мексиканеца (дублаж на Диема Вижън) | Джими Макгинти Арнолд Марголис                                                           |
| Джон Карол Линч      | В опасна близост Всичко, което изгубихме Пол (дублаж на Диема Вижън) | Стийв Шарп Хауърд Гласман Моузес Бъгс                                                    |
| Джон Кюсак           | Въздушен конвой Принцеса Анастасия (дублажи на Арс Диджитал Студио и bTV) | Винс Ларкин Димитри                                                                      |
| Джон Хам             | Рокфелер плаза 30 (в няколко епизода) Луси в небето | Д-р Дрю Беърд Марк Гудуин                                                                |
| Джордж Клуни         | Батман и Робин (дублаж на bTV) Бандата на Оушън Бандата на Оушън 2 Бандата на Оушън 3 | Брус Уейн/Батман Дани Оушън                                                              |
| Жан Рено             | Никита Леон (дублаж на Диема Вижън) Годзила (дублаж на Диема Вижън) С жени на море (дублаж на Диема Вижън) | Виктор „Чистача“ Леон Монтана Филип Роше Марсел                                          |
| Жан-Пол Белмондо     | Борсалино Единакът | Франсоа Капела Комисар Стан Жалар                                                        |
| Жерар Депардийо      | Форт Саган Руби и Куентин | Шарл Саган Куентин                                                                       |
| Кевин Костнър        | Поле на мечтите Спасителен отряд Престъпник | Рей Кинсела Бен Рандал Джерико Стюарт                                                    |
| Крис Рок             | Ченгето от Бевърли Хилс II (дублаж на Диема Вижън) Дърти хлапета | Вале Кърт Маккензи                                                                       |
| Крисчън Бейл         | Терминатор: Спасение (дублаж на Диема Вижън) Обществени врагове Американска схема | Джон Конър Специален агент Мелвин Първис Ървинг Роузенфелд                               |
| Куба Гудинг Джуниър  | Таткова градина 2 (дублаж на Диема Вижън) Програмиран (дублаж на Диема Вижън) | Чарли Хинтън Люк Гибсън                                                                  |
| Куентин Тарантино    | Десперадо (дублаж на Диема Вижън) Джанго без окови | Мъж Робърт и Франки                                                                      |
| Кърк Дъглас          | Престрелка в О.К. Корал Семейна черта | Док Холидей Мичъл Громбърг                                                               |
| Ленард Нимой         | Стар Трек: Филмът Стар Трек II: Гневът на Хан Стар Трек III: В търсене на Спок Стар Трек IV: Пътуване към вкъщи Стар Трек V: Последната граница Стар Трек VI: Неоткритата страна                                 | Спок                                                                                     |
| Лиъм Нийсън          | Списъкът на Шиндлер (дублаж на Диема Вижън) Твърде лично (дублаж на Диема Вижън) | Оскар Шиндлер Брайън Милс                                                                |
| Майкъл Медсън        | Следата от сянката Имало едно време в Холивуд | Кръв Шериф Хаскет                                                                        |
| Морган Фрийман       | Смъртоносно влияние (дублаж на Диема Вижън) Всемогъщият Евън (първи и втори дублаж на Диема Вижън) Жертва на спасение В откъса от Разчитайте на мен в Палавата класна                                            | Президент Том Бек Бог Капитан Джак Дойл Джо Луи Кларк                                    |
| Ник Нолти            | 48 часа Още 48 часа Нос Страх (дублаж на Диема Вижън) Бойна кръв Паркър | Джак Кейтс Сам Боудън Пади Конлън Хърли                                                  |
| Никълъс Кейдж        | Мисия Апах Опасна плячка | Джейк Престън Уил Монтгомъри                                                             |
| Патрик Стюарт        | Стар Трек: Космически поколения Стар Трек: Първи контакт Стар Трек: Бунтът Господарят на страниците Сърцето на дракона: Силата на огъня (дублаж на Диема Вижън)                                                  | Капитан Жан-Люк Пикар Капитан Жан-Люк Пикар Капитан Жан-Люк Пикар Приключение Драго      |
| Питър Галахър        | Докато ти спеше Мъжът, който знаеше твърде малко Тайнствени афери Бурлеска В ритъма на танца: Революция (дублаж на Диема Вижън)                                                                                  | Питър Калахан Джеймс „Джими“ Ричи Артър Кембъл Винсънт „Винс“ Скали Уилям „Бил“ Андерсън |
| Питър Койот          | Виртуални убийства Пач Адамс | Дийкън Вивиън Бил Дейвис                                                                 |
| Пиърс Броснан        | Ремингтън Стийл Върхът на Данте Серафим Фолс Мачът | Ремингтън Стийл Хари Далтън Гидиън Джон Макгий                                           |
| Робърт Дауни Джуниър | Отмъстителите: Ерата на Ултрон Спайдър-Мен: Завръщане у дома | Тони Старк/Железният човек                                                               |
| Рони Кокс            | Ченгето от Бевърли Хилс (дублаж на Диема Вижън) Ченгето от Бевърли Хилс II (дублаж на Диема Вижън) | Лейтенант Богомил                                                                        |
| Сам Елиът            | Хълк Призрачен ездач (дублаж на Диема Вижън) | Генерал Тадеъс Рос Картър Слейд                                                          |
| Самюъл Джаксън       | Смяна на платната Телепорт (дублаж на bTV) | Дойл Гипсън Роланд Кокс                                                                  |
| Силвестър Сталоун    | Катерачът (първи дублаж на Диема Вижън) Съдия Дред | Гейб Уокър Съдия Дред                                                                    |
| Скот Каан            | Бандата на Оушън Бандата на Оушън 2 Бандата на Оушън 3 | Търк Малой                                                                               |
| Стивън Сегал         | Под обсада (дублаж на Диема Вижън) Мъртъв и половина Срещу мрака Опасен човек | Кейси Райбак Саша Петросевич Тао Шейн Даниълс                                            |
| Стийв Бусеми         | Десперадо (дублаж на Диема Вижън) Армагедон Паяжината на Шарлот | Бусеми Рокхаунд Темпълтън                                                                |
| Тед Дансън           | Татко Превъзпитай татко Спасяването на редник Райън Щети От местопрестъплението: Кибер атаки | Джон Тремонт Реймънд Глийсън Капитан Хамил Артър Фробишър Ди Би Ръсел                    |
| Тим Алън             | Всяко зло за добро Като рокерите | Брад Секстън Дъг Мадсън                                                                  |
| Тимъти Далтън        | Херкулес (дублаж на Диема Вижън) Съвместна ваканция | Амфитрион Матю „Мат“ Фарагър                                                             |
| Томас Хейдън Чърч    | Спайдър-Мен 3 (дублаж на Диема Вижън) Лесна, А? | Флинт Марко/Пясъчния човек Г-н Грифит                                                    |
| Уди Харелсън         | Доктор Холивуд Игрите на глада Игрите на глада: Възпламеняване Игрите на глада: Сойка-присмехулка – част 1 Игрите на глада: Сойка-присмехулка – част 2                                                           | Ханк Гордън Хеймич Абърнати                                                              |
| Уолтър Кьониг        | Стар Трек: Филмът Стар Трек II: Гневът на Хан Стар Трек III: В търсене на Спок Стар Трек IV: Пътуване към вкъщи Стар Трек V: Последната граница Стар Трек VI: Неоткритата страна Стар Трек: Космически поколения | Павел Чеков                                                                              |
| Уолъс Шон            | Мансардата Клюкарката | Хърман Сайръс Роуз                                                                       |
| Фредерик Дифентал    | Такси Такси 2 (дублаж на Диема Вижън) | Емилиен                                                                                  |
| Харисън Форд         | Свидетелят Относно Хенри Защитна стена (дублаж на Диема Вижън) | Джон Бук Хенри Търнър Джак Станфийлд                                                     |
| Хю Грант             | Дневникът на Бриджит Джоунс (дублаж на Арс Диджитал Студио) Бриджит Джоунс: На ръба на разума (дублаж на Арс Диджитал Студио)                                                                                    | Даниъл Клийвър                                                                           |
| Шая Лабъф            | Ангелите на Чарли: Газ до дупка (дублаж на Арс Диджитал Студио) Беззаконие | Макс Петрони Джак Бондюрант                                                              |
| Ърни Хъдсън          | Г-н Магу (дублаж на Арс Диджитал Студио) Димящи аса 2 Бевърли Хилс Чихуахуа 2 Бевърли Хилс Чихуахуа 3 | Агент Гас Андърс Антъни Вехар Педро                                                      |

## Личен живот
Женен е от 1993 г. и има един син.
Кокаланов е втори братовчед на актьора Александър Димитров.

## Филмография
- „Дишай, човече!“ (1981) – Емил
- „А сега накъде?“ (1988)
- „Немирната птица любов“ (1990)
- „Веществено доказателство“ (1991) – Трети торлак
- „Клиника на третия етаж“ (1999, 2000) – полицай (в 3 серии: IV, XI, XXIII)
- „Тя и той“ – Автомонтьор (2004) (23 епизод от втори сезон, кредитиран като Светлозар Кокаланов)
- „А днес накъде?“ (2007)
- „Столичани в повече“ (2011)
- „Миграцията на паламуда“ (2011)
- „Под прикритие“ (2012) – Надзирател-отровител (2 и 3 епизод от трети сезон, кредитиран като Светлозар Кокаланов)